# Auspício de Toul
Auspício (em latim: Auspicius Tullensis) foi um bispo de Toul e poeta romano de meados do século V. Sabe-se que em algum data desconhecida recebeu do tribuno romano Pedro uma carta de Sidônio Apolinário. Ele é conhecido pelo uso de versos iambos baseado em ênfase (ao invés de quantidade, como na prosódia latina clássica), o que foi visto como uma inovação para seu tempo. Um poema epistolar de sua autoria produzido em torno de 470 sobreviveu, e nele Auspício elogia Arbogasto, o conde de Augusta dos Tréveros (atual Tréveris).